# Gaddis Smith
George Gaddis Smith (* 9. Dezember 1932 in Newark, New Jersey; † 2. Dezember 2022 in New Haven, Connecticut) war ein US-amerikanischer Historiker und Dozent für Geschichte an der Yale University. Er galt als Experte für amerikanische US-Außenpolitik und Seegeschichte.
Er besuchte die Pingry School bis 1950, dann begann sein Weg auf der Yale University: BA am Yale College 1954, BA 1958, der PhD in Geschichte. Dort lehrte er über 40 Jahre, seit 1961 als Professor, leitete das Department of History, das Pierson College und das Yale Center for International and Area Studies. Im Jahr 2000 trat er in den Ruhestand. Einer seiner Studenten war Präsident George W. Bush. Smith starb eine Woche vor seinem 90. Geburtstag im Dezember 2022 an den Folgen einer Erkrankung an progressiver supranukleärer Blickparese.
Als Historiker der Yale University in the 20th Century trat er hervor. Smith erhielt als Auszeichnungen:
- 1986 – The William Clyde DeVane Medal für ausgezeichnete Forschung und Lehre, Yale Chapter des Phi Beta Kappa
- 1989 – The Harwood F. Byrnes-Richard B. Sewall Prize für Lehrexzellenz
- 1997 – The Mory’s Cup für Dienst in der Universität

## Schriften
Smith schrieb Artikel für The New York Times, Los Angeles Times, Foreign Affairs und historische Zeitschriften.
Monographien behandeln den Außenminister Dean Acheson, die Diplomatie der Carter-Regierung und das Ende der Monroe-Doktrin. Er gehörte zu den heftigen Kritikern der Revisionisten in der Geschichte der US-Außenpolitik.
- Britain’s Clandestine Submarines: 1914–1915 (1964)
- American Diplomacy in the Second World War (1966)
- The Aims of American Foreign Policy (1969)
- Dean Acheson (1972)
- Morality, Reason and Power: American Diplomacy in the Carter Years (1990) ISBN 978-0-8090-7017-6
- The Last Years of the Monroe Doctrine: 1945–1993 (1995) ISBN 978-0-8090-6475-5
- Yale In The 20th Century (YUP 2010) ISBN 978-0-300-11197-2

## Einzelbelege
1. 1 2  Clay Risen: Gaddis Smith Dies at 89; Taught History to Generations at Yale. In: The New York Times. 7. Dezember 2022, abgerufen am 8. Dezember 2022 (englisch).
2. ↑  The Pingry School: Annual Report on Giving: 2007–2008
3. ↑  Molly Ball: Gaddis Smith sails off to retirement after 50 years. In: Yale Herald. Abgerufen am 24. April 2014 (englisch).
4. ↑  George W. Bush, Decision Points, London: Virgin Books, 2010, p. 14
5. ↑  Gideon Gordon 12:00 am, Jan 28, 2008: After 11 years of toil, Gaddis Smith nears completion of Yale history. 28. Januar 2008, abgerufen am 23. Juni 2022 (englisch).

| Personendaten    | Personendaten                |
| ---------------- | ---------------------------- |
| NAME             | Smith, Gaddis                |
| ALTERNATIVNAMEN  | Smith, George Gaddis         |
| KURZBESCHREIBUNG | US-amerikanischer Historiker |
| GEBURTSDATUM     | 9. Dezember 1932             |
| GEBURTSORT       | Newark, New Jersey           |
| STERBEDATUM      | 2. Dezember 2022             |
| STERBEORT        | New Haven, Connecticut       |